# جامعة الزيتونة (ليبيا)
جامعة الزيتونة هي إحدى الجامعات الحكومية في ليبيا كانت تعرف سابقا باسم جامعة ناصر الأممية والتي تغير اسمها إلى جامعة الزيتونة بعد ثورة فبراير 2011.
الجامعة تتبع وزارة التعليم العالي في البلاد تمنح الجامعة درجة الإجازة ليسانس لطلبتها .

## التأسيس
تأسست الجامعة سنة 1986 مكرمة من ليبيا لعدد من الدول العربية و الإفريقية .

## الكليات
تمنح جامعة الزيتونة الشهادات العلمية التالية :-
الإجازة الجامعية (الليسانس ).
في التخصصات (اللغات - الدراسات الإسلامية - العلوم الاجتماعية - القانون)
الإجازة الجامعية (البكالوريوس ).
في التخصصات (العلوم باقسامها- التقنية الحيوية - العلوم البيئية - المحاسبة والاقتصاد - العلوم الهندسية بأقسامها)
تتوزع كليات الجامعة بين مدينتي ترهونة و بني وليد و أما داخل مدينة ترهونة فهي تنقسم لقاطعين قاطع في ترهونة السنتر أو ترهونة المدينة و بين شعبية سوق الأحد
جامعة الزيتونة - الموقع الرسمي